# 克萊門斯山
72°11′S 68°43′E / 72.183°S 68.717°E
克萊門斯山（英語：Clemence Massif）是南極洲的山峰，位於麥克羅伯特森地，處於查爾斯王子山脈東南面56公里，長28公里，海拔高度1,400米，由澳大利亞探險隊發現，現時由南極條約體系管理。